# Pobjednici engleskih nogometnih natjecanja
Prvi nogometni klubovi u Engleskoj su osnovani u pedesetim godinama 19. stoljeća (Sheffield i Oxford), a prva natjecanja bila su lokalnog karaktera.Prvo natjecanje na državnoj razini bilo je 1872. FA Challenge Cup poznat i kao FA kup, a prvi pobjednik je bio The Wanderers London.Prvenstvo Engleske je započelo u sezoni 1888./89., a prvi prvak je bio Preston North End. U godinama prije osnutka prvenstva, do 1888. najuspješniji klubovi su bili The Wanderers London i Blackburn Rovers. U devedesetim godinama 19. stoljeća i do početka prvog svjetskog rata najuspješniji klubovi su bili Aston Villa i Newcastle United.Superkup Engleske (FA Charity Cup) se počeo odigravati od 1908. i uglavnom su u njemu igrali prvaci i pobjednici FA kupa, a prvi pobjednik je bio Manchester United. FA Charity Shieldu je prethodovao tzv. London Shield koji su igrali najbolji klubovi tog vremena.
U godinama između dva svjetska rata najuspješniji klubovi su bili Arsenal i Everton, a Huddersfield Town je prva momčad koja je osvojila tri naslova za redom. Nakon Drugog svjetskog rata, u pedesetima i šesdesetima najuspješniji klubovi su bili Manchester United, Tottenham i Wolverhampton Wanderers.
Od 1960. se počeo igrati i Liga-kup, poznat pod nazivima FA League Cup, Milk Cup, Littlewoods Challenge Cup, Rumbelows Cup, Coca-Cola Cup i Carling Cup (to je u biti kup engleskih profesionalnih klubova), a prvi pobjednik je bila Aston Villa. Godine 2013. Carling cup po prvi puta je osvojio Swansea.
U sedamdesetima i osamdesetima najuspješniji klub je bio Liverpool koji je od 1973. do 1992. osvojio 11 prvenstava, 4 FA kupa, 4 liga-kupa i 9 superkupova te je u to vrijeme bio četverostruki europski prvak.
Od sezone 1991./92. Engleska liga nosi naziv FA Premier Liga, a prvak prve sezone Premier lige je bio Leeds United. Inače od tad započinje vladavina Manchester Uniteda, koji od 1990. do danas osvaja 13 prvenstava, 5 FA kupova, 4 liga-kup i 7 superkupova. U posljednjih nekoliko godina najveći suparnici Manchester Uniteda su Arsenal i Chelsea.
U Engleskoj također postoje i natjecanja koja su rezervirana za niželigaške klubove, a to su The Football League Trophy (poznat i kao Associate Members Cup i LDV Vans Trophy), FA Trophy (FA Amateur Cup) te FA Vase Cup, dok je FA Youth Cup kup u kojem igraju omladinske ekipe profesionalnih klubova.
Engleski klubovi su jedni od najuspješnijih u euro-kupovima. Liverpool, Manchester United, Nottingham Forest, Aston Villa i Chelsea su bili europski prvaci, Arsenal, Tottenham Hotspur, Chelsea, West Ham United, Everton, Manchester City, Leeds United, Newcastle United i Ipswich Town su osvajali Kup pobjednika kupova Europe i Kup UEFA (Kup velesajamskih gradova), a Birmingham City i Wolverhampton Wanderers su dohvatili finale euro-kupova. Do sada su Ligu prvaka osvajali Manchester United 1999., Liverpool 2005. i Chelsea 2012. godine, a Kup prvaka su osvajali Manchester United 1968., Liverpool 1977., 1978., 1981. i 1984. Nottingham Forrest 1979. i 1980. dok je Aston Villa osvojila 1982.
Pobjednici najvažnijih nogometnih natjecanja u Engleskoj i to:
- prvenstva
- FA kupa
- liga-kupa (Coca-Cola kupa, Carling kupa)
- superkupa (Charity Shield, Community Shield)

| Klub                    | Prvenstvo (Premier Liga) | FA kup                                                                      | Liga-kup (Coca-Cola kup, Carling kup)                  | Superkup (Charity Shield)                                                                               |
| Manchester United       | 1908., 1911., 1952., 1956., 1957., 1965., 1967., 1993., 1994., 1996., 1997., 1999., 2000., 2001., 2003., 2007., 2008., 2009., 2011., 2013. | 1909., 1948., 1963., 1977., 1983., 1985., 1990., 1994., 1996., 1999., 2004. | 1992., 2006., 2009., 2010.                             | 1997., 2003., 2007., 2008., 2009., 2011., 2013.                                                         |
| Liverpool               | 1901., 1906., 1922., 1923., 1947., 1964., 1966., 1973., 1976., 1977., 1979., 1980., 1982., 1983., 1984., 1986., 1988., 1990., 2020.        | 1965., 1974., 1986., 1989., 1992., 2001., 2006.                             | 1981., 1982., 1983., 1984., 1995., 2001., 2003., 2012. | 1964., 1965., 1966., 1974., 1976., 1977., 1979., 1980., 1982., 1986., 1988., 1989., 1990., 2001., 2006. |
| Arsenal                 | 1931., 1933., 1934., 1935., 1938., 1948., 1953., 1971., 1989., 1991., 1998., 2002., 2004.                                                  | 1930., 1936., 1950., 1971., 1979., 1993., 1998., 2002., 2003., 2005., 2014. | 1987., 1993.                                           | 1930., 1931., 1933., 1934., 1938., 1948., 1953., 1991., 1998., 1999., 2002., 2004.                      |
| Everton FC              | 1891., 1915., 1928., 1932., 1939., 1963., 1970., 1985., 1987.                                                                              | 1906., 1933., 1966., 1984., 1995.                                           |                                                        | 1928., 1932., 1963., 1970., 1984., 1985., 1986., 1987., 1995.                                           |
| Aston Villa             | 1894., 1896., 1897., 1899., 1900., 1910., 1981.                                                                                            | 1887., 1895., 1897., 1905., 1913., 1920., 1957.                             | 1961., 1975., 1977., 1994., 1996.                      | 1981.                                                                                                   |
| Sunderland              | 1892., 1893., 1895., 1902., 1913., 1936.                                                                                                   | 1937., 1973.                                                                |                                                        | 1936.                                                                                                   |
| Manchester City         | 1937., 1968., 2012., 2014. | 1904., 1934., 1956., 1969., 2011.                                           | 1970., 1976., 2014.                                    | 1937., 1968., 1972., 2012.                                                                              |
| Newcastle United        | 1905., 1907., 1909., 1927. | 1910., 1924., 1932., 1951., 1952., 1955.                                    |                                                        | 1909.                                                                                                   |
| Sheffield Wednesday     | 1903., 1904., 1929., 1930. | 1896., 1907., 1935.                                                         | 1991.                                                  | 1935.                                                                                                   |
| Chelsea                 | 1955., 2005., 2006., 2010. | 1970., 1997., 2000., 2007., 2009., 2010., 2012.                             | 1965., 1998., 2005., 2007.                             | 1955., 2000., 2005.                                                                                     |
| Blackburn Rovers        | 1912., 1914., 1995. | 1884., 1885., 1886., 1890., 1891., 1928.                                    | 2002.                                                  | 1912.                                                                                                   |
| Wolverhampton Wanderers | 1954., 1958., 1959. | 1893., 1908., 1949., 1960.                                                  | 1974., 1980.                                           | 1949., 1954., 1959.                                                                                     |
| Leeds United            | 1969., 1974., 1992. | 1972.                                                                       | 1968.                                                  | 1969., 1972.                                                                                            |
| Huddersfield Town       | 1924., 1925., 1926. | 1922.                                                                       |                                                        | 1922.                                                                                                   |
| Tottenham Hotspur       | 1951., 1961. | 1901., 1921., 1961., 1962., 1967., 1981., 1982., 1991.                      | 1971., 1973., 1999., 2008.                             | 1921., 1951., 1961., 1962., 1967., 1981., 1991.                                                         |
| Preston North End       | 1889., 1890. | 1899., 1938.                                                                |                                                        | |
| Burnley                 | 1921., 1960. | 1914.                                                                       |                                                        | 1960., 1973.                                                                                            |
| Derby County            | 1972., 1975. | 1946.                                                                       |                                                        | 1975.                                                                                                   |
| Portsmouth              | 1949., 1950. | 1939., 2008.                                                                |                                                        | 1949.                                                                                                   |
| West Bromwich Albion    | 1920. | 1888., 1892., 1931., 1954., 1968.                                           | 1966.                                                  | 1920., 1954., 1960.                                                                                     |
| Sheffield United        | 1898. | 1899., 1902., 1915., 1925.                                                  |                                                        | |
| Nottingham Forest       | 1978. | 1898., 1959.                                                                | 1978., 1979., 1989., 1990.                             | 1978.                                                                                                   |
| Ipswich Town            | 1962. | 1978.                                                                       |                                                        | |
| The Wanderers London    | | 1872., 1873., 1876., 1877., 1878.                                           |                                                        | |
| Bolton Wanderers        | | 1923., 1926., 1929., 1958.                                                  |                                                        | 1958.                                                                                                   |
| West Ham United         | | 1964., 1975., 1980.                                                         |                                                        | 1964.                                                                                                   |
| Bury                    | | 1900., 1903.                                                                |                                                        | |
| Old Etonians London     | | 1879., 1882.                                                                |                                                        | |
| Cardiff City            | | 1927.                                                                       |                                                        | 1927.                                                                                                   |
| Barnsley                | | 1912.                                                                       |                                                        | |
| Blackburn Olympic       | | 1883.                                                                       |                                                        | |
| Blackpool               | | 1953.                                                                       |                                                        | |
| Bradford City           | | 1911.                                                                       |                                                        | |
| Charlton Athletic       | | 1947.                                                                       |                                                        | |
| Clapham Rovers          | | 1880.                                                                       |                                                        | |
| Coventry City           | | 1987.                                                                       |                                                        | |
| Notts County            | | 1894.                                                                       |                                                        | |
| Old Carthusians London  | | 1881.                                                                       |                                                        | |
| Oxford University       | | 1874.                                                                       |                                                        | |
| Royal Engineers London  | | 1875.                                                                       |                                                        | |
| Southampton             | | 1976.                                                                       |                                                        | |
| Wimbledon London        | | 1988.                                                                       |                                                        | |
| Wigan                   | | 2013.                                                                       |                                                        | |
| Leicester City          | |                                                                             | 1964., 1997., 2000.                                    | 1971.                                                                                                   |
| Norwich City            | |                                                                             | 1962., 1985.                                           | |
| Birmingham City         | |                                                                             | 1963., 2011.                                           | |
| Luton Town              | |                                                                             | 1988.                                                  | |
| Middlesbrough           | |                                                                             | 2004.                                                  | |
| Oxford United           | |                                                                             | 1986.                                                  | |
| Queen's Park Rangers    | |                                                                             | 1967.                                                  | |
| Stoke City              | |                                                                             | 1972.                                                  | |
| Swindon Town            | |                                                                             | 1969.                                                  | |
| Swansea                 | |                                                                             | 2013.                                                  | |
| Professionals           | |                                                                             |                                                        | 1913., 1923., 1924., 1929.                                                                              |
| Amateurs                | |                                                                             |                                                        | 1925., 1926.                                                                                            |
| Brighton & Hove Albion  | |                                                                             |                                                        | 1910.                                                                                                   |
| World Cup Team 1950     | |                                                                             |                                                        | 1950.                                                                                                   |